# Woqooyi Galbeed
Woqooyi Galbeed ou Woqōyi Galbēd era uma região da Somália com capital na cidade de Hargeysa. Atualmente faz parte da República da Somalilândia, auto-proclamada independente em 1991, porém, não reconhecida internacionalmente.
| Em 1996, o governo da Somalilândia dividiu a região de Woqooyi Galbeed em duas regiões: - Woqooyi Galbeed, posteriormente renomeada para Maroodi Jeex, ao sul, com capital em Hargeysa, - Saaxil, ao norte, com capital em Berbera, cobrindo todo o litoral. |
| |

## Distritos
Woqooyi Galbeed, como região da Somália, estava dividida em 6 distritos:
- Hargeisa
- Gebilay
- Salahlay
- Sabawanaag
- Bali Gubadle
- Dararweyne